# Sichuantrast
Sichuantrast (Zoothera griseiceps) är en nyligen urskild fågel i familjen trastar inom ordningen tättingar, enbart förekommande i Kina.

## Kännetecken

### Utseende
Sichuantrasten är en rätt stor (25-27 cm) lång brunaktig trast. Med svartfjällig undersida och otecknad rödbrun ovansida är den är mycket lik både himalayatrast och alptrast, allihop tidigare behandlade som en och samma art (se nedan). Sichuantrasten har dock grå hjässa och nacke samt mindre tydlig ansiktsteckning. Jämfört med himalayatrasten har den vidare längre näbb, vingar och framför allt tarser och stjärt samt mer jämnt streckade örontäckare.

### Läte
Sichuantrastens sång är lik himalayatrasten med en serie långsamma melodiösa strofer, helt annorlunda än alptrastens raska, gnissliga och raspiga ramsa. Den är dock ännu långsammare, med djupare och fylligare röst, mer utdragna och flöjtlika toner och abrupt slut.

## Utbredning och systematik
Sichuantrasten häckar som namnet avslöjar i Sichuan, i sydcentrala Kina. Övervintringsområdet är dåligt känt, men fågeln är rapporterad från norra Vietnam (Tonkin). Den behandlas som monotypisk, det vill säga att den inte delas in i några underarter.

### Artstatus
Tidigare behandlades sichuantrast, himalayatrast (Z. salimali) och alptrast (Z. mollissima) som en och samma art, Zoothera mollissima, då med det svenska namnet bergtrast. Studier visar dock på betydande skillnader i läten, utseende och ekologi. Genetiskt är sichuantrasten närmast släkt med himalayatrasten. Dessa är i sin tur systergrupp till alptrasten.

## Levnadssätt
Sichuantrasten häckar i bergsbelägna skogar på mellan 2500 och 3300 meters höjd, lägre ner än alptrasten som påträffas över trädgränsen. Den hittas i lite olika miljöer. I Jiuding Shan ses den i tät, ung lövskog med spridda barrträd och tät undervegetation med järnek, rhododendron och bambu. I Wolong och Emei Shan föredrar den dock huvudsakligen barrtäd med inslag av lövträd. Vintertid uppträder den i liknande miljöer som alptrasten, det vill säga öppna områden som skogsnära betesmarker och skogsgläntor. Till skillnad från alptrasten är sichuantrasten, liksom himalayatrasten, mycket skygg och svår att få syn på. Till och med när den sjunger håller den sig väl gömd i lövverket.

## Status och hot
Arten har ett rätt litet utbredningsområde men tros inte vara utsatt för något substantiellt hot. Utifrån dessa kriterier kategoriserar internationella naturvårdsunionen IUCN arten som livskraftig (LC).